# Vertrauensspiel
Das Vertrauensspiel ist ein soziales Dilemma, welches im Rahmen der Spieltheorie analysiert werden kann. Es handelt sich dabei um ein Zwei-Personen-Spiel mit einem Treugeber bzw. Vertrauensgeber (A) und einem Treuhänder bzw. Vertrauensnehmer (B). Der Treugeber kann den Treuhänder mit einer Aufgabe betrauen. Zunächst entscheidet der Treugeber, ob er dem Treuhänder Vertrauen schenkt oder nicht. Entscheidet er sich für die erste Variante kann nun wiederum der Treuhänder entscheiden, ob er das ihm entgegengebrachte Vertrauen a) missbraucht oder b) honoriert. Aus diesen Möglichkeiten ergeben sich drei Handlungsalternativen, die jedoch für jeden der beiden Beteiligten unterschiedliche Auszahlungen zur Folge haben.
Das Vertrauensspiel lässt sich als sogenanntes sequentielles Spiel (optimale Darstellung ist hier der Spielbaum) oder als Simultanspiel (optimale Darstellung ist die Matrixform) abbilden. Hier wird zur Veranschaulichung eine Auszahlungsmatrix gewählt:
|                  | A vertraut B nicht | A vertraut B; B missbraucht Vertrauen | A vertraut B; B honoriert Vertrauen |
| Auszahlung für A | 0                  | - 1                                   | 1                                   |
| Auszahlung für B | 0                  | 2                                     | 1                                   |

Ein rationaler Treuhänder wird sich nun dafür entscheiden, das ihm entgegengebrachte Vertrauen zu missbrauchen, da er so die höchste Auszahlung für sich erhält. Da ein Treugeber dies ahnt wird er erst gar kein Vertrauen schenken. Dies führt dazu, dass beide Akteure leer ausgehen. Gelöst werden kann dieses Dilemma einerseits dadurch, dass der Treugeber Erfahrungen über den Treuhänder besitzt und somit das Verhalten des Treuhänders vorhersehbar ist. Anderseits kann der Treugeber auch Kontrolle über den Treuhänder ausüben und bei Missbrauch des Vertrauens Sanktionen verhängen.
Beim Instrument der Kontrolle wird das gewünschte Verhalten des Treuhänders vom Treugeber zu einem gewissen Grade „erzwungen“. Daher entspricht diese Lösung der Ausübung von Macht durch den Treugeber über den Treuhänder (mit der Sanktion als entsprechendes Machtmittel). Lässt sich das Problem hingegen dadurch überwinden, dass (glaubwürdige) Erfahrungen vorliegen, wie etwa eine vorteilhafte Reputation des Treuhänders bezüglich seiner Loyalität oder seines Charakters, dann lässt sich das Vertrauensspiel tatsächlich durch Vertrauen lösen. Die gute Reputation wäre in diesem Fall die Vertrauensgrundlage, auf die der Treugeber seine Erwartung stützen kann.